# اتجه‌لر (ماساللی)
اتجه‌لر (به ترکی آذربایجانی: Ətcələr) یک منطقه مسکونی در جمهوری آذربایجان است که در شهرستان ماساللی واقع شده است. اتجه‌لر ۹۲۰ نفر جمعیت دارد.